# Піч-Орчерд (Арканзас)
Піч-Орчерд (англ. Peach Orchard) — місто (англ. city) в США, в окрузі Клей штату Арканзас. Населення — 105 осіб (2020).

## Географія
Піч-Орчерд розташований за координатами 36°16′53″ пн. ш. 90°39′40″ зх. д. / 36.28139° пн. ш. 90.66111° зх. д. (36.281350, -90.661117).  За даними Бюро перепису населення США в 2010 році місто мало площу 2,55 км², уся площа — суходіл.

## Демографія
Згідно з переписом 2010 року, у місті мешкало 135 осіб у 61 домогосподарстві у складі 40 родин. Густота населення становила 53 особи/км².  Було 92 помешкання (36/км²). 
Расовий склад населення:
| - 97,8 % — білих - 1,5 % — корінних американців |

До двох чи більше рас належало 0,7 %. Іспаномовні складали 0,7 % від усіх жителів.
За віковим діапазоном населення розподілялося таким чином: 15,6 % — особи молодші 18 років, 67,4 % — особи у віці 18—64 років, 17,0 % — особи у віці 65 років та старші. Медіана віку мешканця становила 47,5 року. На 100 осіб жіночої статі у місті припадало 110,9 чоловіків;  на 100 жінок у віці від 18 років та старших — 111,1 чоловіків також старших 18 років.
Середній дохід на одне домашнє господарство  становив 37 409 доларів США (медіана — 26 042), а середній дохід на одну сім'ю — 50 950 доларів (медіана — 38 750). За межею бідності перебувало 10,2 % осіб, у тому числі 0,0 % дітей у віці до 18 років та 14,8 % осіб у віці 65 років та старших.
Цивільне працевлаштоване населення становило 38 осіб. Основні галузі зайнятості: освіта, охорона здоров'я та соціальна допомога — 26,3 %, виробництво — 21,1 %, будівництво — 21,1 %.